# Аликс де Туар
Аликс де Туар (Алиса; фр. Alix de Thouars; 1200 — 21 октября 1221) — герцогиня Бретани с 1203 года, дочь Констанции Бретонской и Ги де Туара.

## Биография
Аликс была дочерью герцогини Бретани Констанции и Ги де Туара. Констанция умерла при родах, когда на свет появились младшие сестры Аликс — близнецы Маргарита и Екатерина.
После смерти короля Ричарда Английского началась война между его наследником Иоанном Безземельным и герцогом Бретани Артуром, братом Аликс по матери. В битве при Мирбо в 1202 году Артур и его сестра Элеонора попали в плен.
После того, как Артур в 1203 году умер или был убит, и так как его родная сестра Элеонора находилась в заключении, бретонские бароны признали Аликс де Туар герцогиней Бретани. Регентом при ней были сначала её отец Ги де Туар, а с 1206 года — король Филипп Французский.
В 1213 году король выдал Аликс замуж за своего кузена Пьера де Дрё, который и стал править герцогством (до 1237 года).
Аликс де Туар умерла в 1221 году при родах. Ей наследовал сын Жан.

## Дети
У Аликс было четверо детей:
- Жан I (1217—1286), герцог Бретани, с 1236 года женат на Бланке Наваррской
- Иоланда (1218—1272), графиня де Пентьевр и де Поре, с 1236 года замужем за Гуго XI де Лузиньяном, графом де Ла Марш и д’Ангулем.
- Артур (1220—1224)
- N (1221)

- Гробница Аликс де Туар и её дочери Иоланды в Нанте